# Bias Recordings Studio
Bias Recordings Studio – pierwsze demo doom metalowego zespołu Pentagram wydane 22 marca 1973 roku przez wytwórnię Boffo Socko.

## Lista utworów
| 1. | „Forever My Queen”       | 2:32  |
|    |                          |       |
| 2. | „When the Screams Come”  | 2:59  |
|    |                          |       |
| 3. | „Walk in the Blue Light” | 5:35  |
|    |                          |       |
| 4. | „20 Buck Spin”           | 4:57  |
|    |                          |       |
| 5. | „Review Your Choices”    | 2:57  |
|    |                          |       |
|    |                          | 19:00 |
|    |                          |       |

## Twórcy
Pentagram w składzie
- Bobby Liebling – wokal
- Vincent McAllister – gitara
- Greg Mayne – gitara basowa
- Geof O’Keefe – perkusja

Personel
- Skip Groff – produkcja
- Bill McElroy – inżynier dźwięku